# Acción Feminista Dominicana
Acción Feminista Dominicana (AFD) var en kvinnoförening i Dominikanska republiken, grundad 1931. 
AFD:s föregångare var Club Nosotras, som hade grundats 1927 som en välgörenhetsförening för fattiga kvinnor. När dess grundare insåg att politiska reformer var nödvändiga för att lösa kvinnors problem, upplöstes Club Nosotras och ersattes av Acción Feminista Dominicana (AFD). AFD bestod till stor del av bildade kvinnor ur medel- och överklass, ofta lärare. 
På Dominikanska republiken organiserade sig kvinnorörelsen år 1931 genom bildandet av Acción Feminista Dominicana (AFD) under Abigail Mejia, vars mål var rättslig jämlikhet mellan kvinnor och män, bland dem rätten att rösta. För att uppnå sina mål slöt AFD allians med diktator Rafael Trujillo, som i gengäld gjorde AFD till en propagandaredskap för att framställa sig som en beskyddare av kvinnors rättigheter och skapa stöd bland kvinnor för sin regim. Alliansen mellan feminismen i form av AFD med Trujillo gjorde att ordet "feminist" kom att bli synonymt med ordet "Trujillista" (kvinnlig Trujillo-anhängare). 
Rafael Trujillo var dock i praktiken konservativ och gav endast kvinnorörelsen sitt stöd till ytan, då det uppfattades som god propaganda för att framställa Dominikanska republiken som ett modernt land utåt. Trujillo använde AFD för att propagera för en tillbakadragen och passiv roll som kännetecken för en respektabel kvinna. 
Det var inte förrän 1942, efter elva år, som Trujillo slutligen gav kvinnor rösträtt, och de första kvinnorna - Milady Félix de L'Official, Isabel Mayer och Josefa Sánchez de González - valdes in i parlamentet.